# Atherandra
Atherandra es un género perteneciente a la familia de las apocináceas con seis especies de plantas fanerógamas . Es originario de Asia. Se encuentra distribuido por India, Indonesia, Malasia y Birmania. 
Son lianas  o enredaderas herbáceas, glabras con la hojas herbáceas o coriáceas, de 4-5 cm de largo, 1.2 cm de ancho, elípticas a ovadas, el ápice agudo a acuminado, glabras.
Las inflorescencias axilares o terminales, casi tan largas como las hojas adyacentes, con pocas flores, una o dos . 

## Especies
- Atherandra acuminata
- Atherandra acutifolia
- Atherandra cuspidata
- Atherandra pubescens
- Atherandra siamensis
- Atherandra wallichii